# Macromesus brevicornis
Macromesus brevicornis är en stekelart som beskrevs av Yang 1996. Macromesus brevicornis ingår i släktet Macromesus och familjen puppglanssteklar. Inga underarter finns listade i Catalogue of Life.